# Вандрут
Ва́ндрут, сво́лок (рос. вандрут, англ. I-bar, нім. Wandrute) — деталь кріплення в шахті у вигляді довгого бруса, розміщеного вздовж виробки для надання стійкості всій системі кріплення.
У праці Георга Агріколи De Re Metallica (1556 р.) вандрут (нім.) — довга дерев'яна колода або брус, якою підсилювали кріплення шахтного стовбура, розпираючи ним елементи рами (вінця) кріплення або прибиваючи до кругляків уздовж стінок стовбура.